# 怪人
怪人（かいじん）とは、怪しい人物、または奇怪な能力を持つ人物を指す言葉。狭義では冒険活劇、特にテレビの特撮番組に登場する「特殊能力を持った悪人」を指す。本稿ではこの怪人について記述する。

## 怪獣との区別
怪人と怪獣との間に明確な区別はないが、人間としての属性（人型である・直立歩行する・言語を解するなど）を保っているものを怪人と称し、そうでないものを怪獣とすることが多い。
怪人の種族名に「獣」と入れる場合がある（『スーパー戦隊シリーズ』など）。逆に、『ウルトラシリーズ』に登場する宇宙人のように怪獣とまとめられているものもある。

## 歴史
1930年（昭和5年）に紙芝居で発表された『黄金バット』に登場した「ナゾー」は四つ目と鉤爪の宇宙人だった。
1936年（昭和11年）に江戸川乱歩が少年向けに発表した探偵小説『怪人二十面相』では、悪役が怪人を名乗っている。この名称は元々「怪盗」とするところを、当時の児童向け作品の倫理規定で「盗」の字を使えず「怪人」とされた（怪人二十面相#人物も参照）。二十面相は変装が得意で、他人に成りすますという技術を駆使して美術品を奪ったり愉快犯的犯罪を行う。
1958年（昭和33年）には『月光仮面』に悪役として「ドクロ仮面」や「サタンの爪」が登場している。彼らは犯罪組織の首領で普通の人間であるが、奇怪な仮面をつけていることで怪人としてのキャラクターを確立している。
1971年（昭和46年）には『仮面ライダー』が製作される。それまでのテレビ作品での怪人はいずれも「怪人二十面相」などの江戸川乱歩作品のキャラクターを踏襲し、奇怪な覆面をした人間であったのに対し、『仮面ライダー』では異様な容姿である理由として改造人間という要素が導入された。特撮番組では『仮面ライダー』のショッカーの改造人間がそのキャラクターを確立し、ヒーローに敵対する組織の配下として登場しさまざまな悪事を行う。

## スーパーヴィラン
英語圏では悪役を「ヴィラン（Villain）」と表現し、その中でも超能力や科学を駆使する犯罪者を「スーパーヴィラン（Supervillain）」と呼ぶ。主にアメリカンコミックに登場する架空の悪役を指す。
英語圏ではスーパーヴィランにダース・ヴェイダーやメガトロンを含む。またスーパーヴィランが正義に目覚めたり、利益のためにスーパーヒーローと共闘し結果的に正義を行うキャラクターもいる。ヴェノムはスパイダーマンの宇宙生物スーツを悪意のある人間が着用したものである。X-メンは立場が異なるミュータント同士の戦いで、敵味方が入れ替わることも少なくない。またパニッシャーのような、復讐のためならば殺害も厭わないキャラクターは「アンチヒーロー」に分類される。
アメリカン・コミックスではジョーカーを始めとした個性的なスーパーヴィランの人気が高いため、彼らを主役に据えた作品が多数刊行されている。

## 代表的な怪人の例
仮面ライダーシリーズの怪人については仮面ライダーシリーズ登場怪人一覧を参照、スーパー戦隊シリーズの怪人についてはスーパー戦隊シリーズ登場敵対勢力一覧を参照。
改造人間/サイボーグ
サイボーグ#サイボーグを主題にした作品も参照。
- 昭和仮面ライダーシリーズの敵（一部例外あり）
怪人のデザインや能力は組織や作品ごとでコンセプトが異なっており、それらについては各作品を参照。また『スカイライダー』や『仮面ライダースーパー1』の敵組織の上層部は地球外生命体であり、『BLACK』の続編『BLACK RX』の敵は異次元の敵であるなど世界観が同じでもサイボーグではない敵もいる。
- 黒十字軍仮面怪人（『秘密戦隊ゴレンジャー』）
- アクマ族（『アクマイザー3』）
名前のモチーフは「悪魔」であり、人間からも「悪魔」と思われていたが、実は過去にサイボーグ化して地底に移り住んだ人間たち。

人造人間/ロボット
人造人間とロボットも参照。
- ダーク（『人造人間キカイダー』） & シャドウ（『キカイダー01』）
- バドー犯罪シンジケート（『ロボット刑事』）
- 機械怪物/侵略ロボット（『ジャッカー電撃隊』）
- 怪魔ロボット（『仮面ライダーBLACK RX』）

地球外生命/宇宙人
宇宙人#SF小説や陰謀論などで宇宙人として登場する代表的な高度知的生命体の一覧も参照。
- ジンドグマ超A級怪人（『仮面ライダースーパー1』）
- フォッグ（『仮面ライダーJ』）
- ワーム（『仮面ライダーカブト』）
- 宇宙人（『ウルトラシリーズ』）人型でない種族も存在する。
宇宙怪獣の方が代表例に出されることが多いが、その怪獣を操ったりして登場している（巨大戦が主となるため、怪人としての印象は薄い）。

妖怪
人間型でない形態のものも多い。妖怪#創作の題材としての妖怪も参照。
- 妖怪(『超神ビビューン』,『手裏剣戦隊ニンニンジャー』)
- 西洋妖怪軍団（『変身忍者 嵐』）
- 妖怪軍団（『忍者戦隊カクレンジャー』） & 外道衆（『侍戦隊シンケンジャー』）
等身大で登場するが、敗北後に巨大化する。前者の妖怪軍団は人間の負の感情から生まれた怪物とされているという設定があり、下記の「邪念や欲から誕生したもの」にもあてはまる。
- 魔化魍（『仮面ライダー響鬼』）
怪人のような人間大だけでなく、巨大な妖怪も存在する。

人類の進化形態
- ファントム軍団（『イナズマン』） & デスパー軍団（『イナズマンF』）
ファントムおよびデスパーの怪人は新人類（超能力者）にサイボーグ手術を施した改造人間である。
- オルフェノク（『仮面ライダー555』）
一度死亡した人間が人外の存在として覚醒したもの。すなわち人間の死＝怪人の誕生とされる。

邪念や欲から誕生したもの
特撮やアニメでは、怪人そのものというより組織の頂点に立つ者（特に上記の妖怪達の長など）の正体として描かれることが多い。『忍者戦隊カクレンジャー』の妖怪軍団については、上記の「妖怪」を参照。
- モンスター一族（『正義のシンボル コンドールマン』）
人間の欲望から生まれた怪物とされている。
- 暗黒科学帝国デスダーク（『大戦隊ゴーグルファイブ』）
人類の歴史の裏で暗躍してきた悪の科学文明で、人間が科学を悪用することで生まれるとされている。
- オルグ（『百獣戦隊ガオレンジャー』）
人間の邪念から生まれた怪物とされている。人間達には「鬼」とも呼ばれている。
- ヤミー（『仮面ライダーオーズ/OOO』）
何らかの欲望を持った人間を宿主として生まれた怪物。
- ファントム（『仮面ライダーウィザード』）
絶望した人間の心に巣食う怪物。

物体や他の生物への憑依・寄生
- 次元獣（『鳥人戦隊ジェットマン』）
- 火炎魔人（『トミカヒーロー レスキューファイアー』）
- ホラー（『牙狼-GARO-』シリーズ）
人間の邪心から芽生える「陰我」を宿したオブジェをゲートに魔界から現れ、陰我を抱く人間に憑依して実体化し、人を喰らう魔物。
上記の「邪念や欲から誕生したもの」にも当てはまる。

一般人が特殊な装置により変身
- ドーパント（『仮面ライダーW』）
- ゾディアーツ（『仮面ライダーフォーゼ』）

異世界
異世界#異世界を題材とした作品も参照。
- ミラーモンスター（『仮面ライダー龍騎』）

超古代文明
超古代文明#有名な提唱者も参照。
- グロンギ（『仮面ライダークウガ』）
作中で人間達は「未確認生命体」と呼称する。

## パロディ
- けっこう仮面 - サタンの足の爪
- 仮面ノリダー - 石橋貴明によるジョッカー怪人群
- タケちゃんマン - 明石家さんまによるブラックデビルを始めとする怪人群
- 県立地球防衛軍 - 悪の組織「電柱組」による改良人間群と戦闘員「下っぱ」
- まんゆうき - 秘密結社ゴッドベイダーによる妖怪化改造を受けた幹部怪人群

## スポーツ選手
- ランディ・バース（プロ野球）
- ジョージ・ウェア（サッカー、「リベリアの怪人」と称された）
- ジ・アンダーテイカー (WWE、原語では「The Phenom」と呼ばれており、それが日本では「怪人」と訳されている)[2][3]
- マーク・ハント（キックボクシング・総合格闘技、「サモアの怪人」との異名を取る）
- キモ・レオポルド（総合格闘技）

## その他
- オペラ座の怪人
- 怪人ゾナー
- 三悪 (タイムボカンシリーズ)
- ワンパンマン
- 『全怪獣怪人』 - 1990年に発売された、特撮番組の怪獣や怪人を紹介した書籍。
- 『AZITO』 - 秘密基地建設シミュレーションゲーム。悪側の戦力として、さまざまな怪人が登場する。